# Флорънс (Орегон)
Вижте пояснителната страница за други значения на Флорънс.
Флорънс (на английски: Florence) е град в щата Орегон, САЩ. Флорънс е с население от 8947 жители (приблизителна оценка от 2017 г.) и площ от 14,30 км² (5,50 кв. мили). Намира се в окръг Лейн в западната част на щата. Флорънс е основан през 1893 г. Разположен е на 4,27 м (14 фута) н.в. Името Флорънс е англоезичният вариант за Флоренция.